# Zbiór typu G-delta

## Definicja
Podzbiór przestrzeni topologicznej nazywamy zbiorem typu {\displaystyle G_{\delta }} (czyt. „zbiorem typu gie delta”), gdy jest on przekrojem przeliczalnej rodziny zbiorów otwartych.
Według nowszej terminologii (zob. Hierarchia zbiorów borelowskich) zbiory typu {\displaystyle G_{\delta }} to inaczej zbiory klasy {\displaystyle \Pi _{2}^{0}.}

## Własności
Jest widoczne wprost z definicji, że przecięcie przeliczalnie wielu zbiorów typu {\displaystyle G_{\delta }} jest też zbiorem tego typu; wykazuje się, że jest nim również suma skończenie wielu takich zbiorów.
Dopełnienie zbioru {\displaystyle G_{\delta }} jest zbiorem Fσ i na odwrót. Każdy zbiór otwarty jest typu {\displaystyle G_{\delta },} a w przestrzeniach metryzowalnych również zbiory domknięte są tego typu.

## Przykłady
- Zbiór liczb niewymiernych jest zbiorem typu {\displaystyle G_{\delta },} można go bowiem zapisać jako przekrój

{\displaystyle \bigcap _{q\in \mathbb {Q} }\mathbb {R} \setminus \{q\}.}
- Zbiór liczb wymiernych nie jest zbiorem typu {\displaystyle G_{\delta }} (ten nietrywialny fakt jest konsekwencją twierdzenia Baire’a).
- Można wykazać, że zbiór punktów ciągłości dowolnej funkcji {\displaystyle f\colon \mathbb {R} \to \mathbb {R} } jest typu {\displaystyle G_{\delta }.}

Z powyższych przykładów wynika w szczególności, że nie może istnieć funkcja o dziedzinie {\displaystyle \mathbb {R} } ciągła we wszystkich punktach wymiernych i tylko w nich. (Da się natomiast udowodnić istnienie funkcji określonej na {\displaystyle \mathbb {R} ,} której zbiorem punktów ciągłości jest zbiór liczb niewymiernych).